# Dějiny filmu v Popielawách
Dějiny filmu v Popielawách je polské historické drama režiséra Jana Jakuba Kolského z roku 1998.

## Příběh
Hlavním hrdinou filmu je desetiletý chlapech Stazek, který si zapisuje zážitky spojené se svým kamarádem Jozefem. Ten byl předurčen k tomu, aby se stal kovářem dle rodinné tradice vynucované jeho otcem (Bartosz Opania). Místo kovářského řemesla se věnuje spíše objevování tajů promítacích přístrojů, které do jejich města Popielawy přiváží stárnoucí promítač strýc Janek (Franciszek Pieczka). Děj filmu osciluje mezi koncem 19. století a 70. lety 20. století a sleduje jednotlivé osudy rodu Andryszků. Kinematografický přístroj v rodině vydrží více než sto let, následně je však zničen opilým otcem. FIlm připomíná počátky kinematografie, stejně jako vynázely Leonarda Da Vinciho.

## Citát
| „                  | Můj malý hrdina, to jsem vlastně já, což je pro diváka možná málo čitelné. Příběh se rovněž odehrává v mém rodišti. Také se mne všichni ptají, zda z tohoto filmu plyne, že Poláci byli první, kteří vymysleli filmový přístroj. Tak trochu... Hlavně jsme tehdy neměli peníze, abychom případně ochránili technický vynález. | “ |
| — Jan Jakub Kolski | |   |

## Obsazení
| Krzysztof Majchrzak   | Józef Andryszek V |
| Bartosz Opania        | Józef Andryszek I |
| Gražyna Blecká-Kolská | Chanutka V        |
| Maria Gladkowska      | Dziedziczka       |
| Franciszek Pieczka    | Strýc Janek       |

## Ocenění
Film získal hlavní cenu na Festivalu polských filmů v Gdyni, herec Krzysztof Majchrzak získal cenu za hlavní mužskou hereckou roli.